# Nikołaj Sokołow (historyk)
Nikołaj Pietrowicz Sokołow (ros. Николай Петрович Соколов, ur. 14 listopada 1890 w guberni niżnonowogrodzkiej, zm. 16 sierpnia 1979 w Gorkim) – rosyjski i radziecki historyk, bizantynista.

## Życiorys
Kształcił się w niższym seminarium duchownym oraz Instytucie Kniazia Bezborodko w Nieżynie, który ukończył w 1914. Kształcił się także na Petersburskim Uniwersytecie Państwowym. Był uczniem Mitrofana Lewczenki. Najpewniej był powiązany ze środowiskiem eserowców. Po dojściu bolszewików do władzy nie mógł kontynuować kariery naukowej. Pracował jako nauczyciel łaciny, w latach 30. był dyrektorem szkoły. W 1938 został na krótko aresztowany za rzekome związki z rodziną Romanowów. W latach 40. pozwolono mu na powrót do kariery naukowej. W 1943 obronił w Kazaniu dysertację kandydacką na temat Anne-Robert-Jacques Turgota. Sam stopień kandydacki otrzymał jednak dopiero w 1946. W 1954 obronił rozprawę doktorską (odpowiednik habilitacji) na temat Republiki Weneckiej. Naukowo związany był głównie z Gorkowskim Państwowym Uniwersytetem Pedagogicznym, w latach 1958–1969 kierownik tamtejszej Katedry Historii Powszechnej. Zajmował się wczesnymi dziejami Wenecji i jej relacjami z Bizancjum i Słowianami. Jego prace cechuje zastosowanie marksistowskich schematyzmów ideologicznych.
W 1967 został odznaczony Orderem Lenina. Pochowany na Cmentarzu Bugrowskim w Niżnym Nowogrodzie.

## Wybrane publikacje
- Obrazowanije Wieniecyanskoj kołonialnoj impierii, Saratow: Saratowskij uniw. 1963 (przekład polski: Narodziny weneckiego imperium kolonialnego, przeł. Zdzisław Dobrzyniecki, notą wstępną opatrzył Tadeusz Wasilewski, Warszawa: Państwowy Instytut Wydawniczy 1985.